# Frances MacDonald
Frances MacDonald (ur. 24 sierpnia 1873 w Kidsgrove, zm. 12 grudnia 1921 w Glasgow) – szkocka malarka, siostra Margaret MacDonald, z którą studiowała w Glasgow School of Art.
Jej prace zawierały mistyczne i symboliczne elementy oraz odwołania do kultury celtyckiej. Podobnie jak siostra wzorowała się na pracach Blake'a i Beardsleya. MacDonald była jednym z członków zgromadzenia Glasgow School znanym jako „Four”. W jej twórczości zauważa się zamiłowanie do bladych barw, zwłaszcza bieli.
W 1899 poślubiła artystę Herberta MacNaira, który po jej śmierci zniszczył wiele prac artystki.